# Estanislao del Campo (Formosa)
Estanislao del Campo es una localidad del departamento Patiño, al sudeste de la provincia de Formosa, Argentina, a 235 km de su capital, a la que está unida por la Ruta Nacional 81. Es un municipio de segunda categoría.

## Población
Cuenta con 4,523 habitantes (Indec, 2010), lo que representa un incremento del 11,5% frente a los 4,055 habitantes (Indec, 2001) del censo anterior. A eso hay que sumar unos 6000 habitantes en la zona rural.
| Gráfica de evolución demográfica de Estanislao del Campo entre 1991 y 2010 |
|                                                                            |
| Fuente: Censos nacionales del INDEC                                        |

## Economía
Es una población forestal y productiva en el rubro carpinterías y fabricación de muebles de algarrobo, asentada en adyacencias del Ferrocarril General Belgrano, factor que le dio vida en sus orígenes y goza en la actualidad de un enorme privilegio, brindada por su capacidad y creatividad para la fabricación de muebles. 

## Toponimia
Es un homenaje al poeta Estanislao del Campo.

## Doctor Maradona
El Dr. Esteban Laureano Maradona (1895 - 1995) fue un médico rural, naturalista, escritor y filántropo famoso por su modestia y abnegación, que pasó cincuenta años aquí ejerciendo desinteresadamente la medicina. Ayudó a comunidades de pueblos originarios tanto en lo económico como en lo cultural, humano y social. 
Escribió libros científicos de antropología, flora y fauna. Renunció a todo tipo de honorario viviendo con suma humildad y colaborando con su dinero y tiempo con aquellos que más lo necesitaban a pesar de que pudo haber tenido una cómoda vida ciudadana, gracias a la clase social a la que pertenecía.
Logró que el gobierno le adjudicara algunas tierras fiscales, les fundó una colonia de originarios, les enseñó trabajos agrícolas y a construir casas con ladrillos confeccionados por ellos mismos. Dejó testimonio de todos sus esfuerzos y luchas en su libro "A través de la selva", estudio antropológico de gran valor sobre la cultura indígena. Realizó también una valiente denuncia sobre las condiciones de vida de los mismos y de su explotación en los ingenios azucareros.
La humilde casa en la que vivió en Estanislao del Campo fue declarada monumento histórico por el gobierno de Formosa.

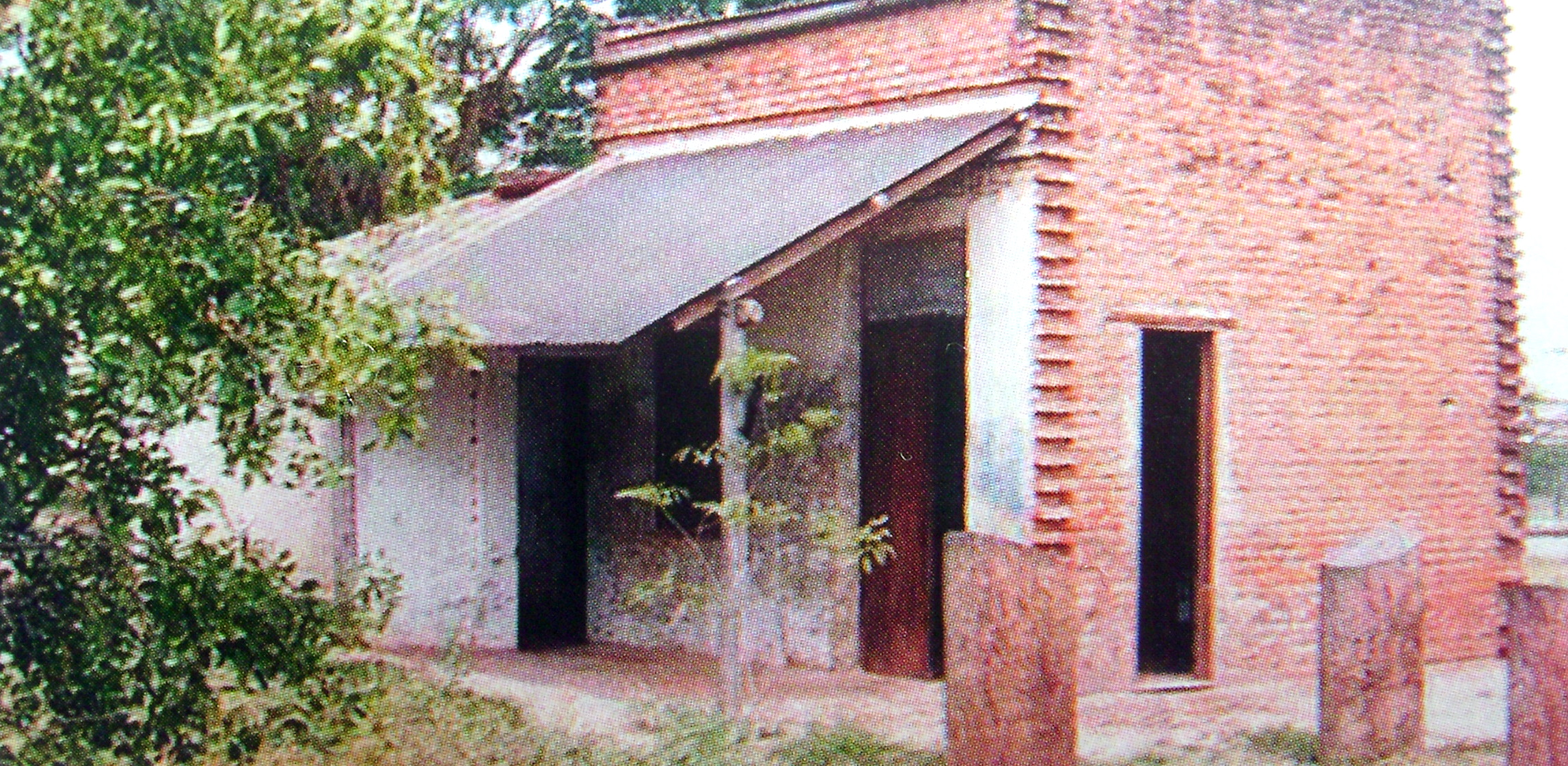
Casa del Dr. Maradona en Estanislao del Campo

## Parroquias de la Iglesia católica en Estanislao del Campo
| Diócesis  | Formosa   |
| --------- | --------- |
| Parroquia | San Roque |